# Hedychium coronarium
Hedychium coronarium és una espècie de planta de belles flors blanques o grogues molt perfumades. El seu nom genèric Hedychium, significa fragant neu. Com el gingebre, pertany a la família Zingiberaceae. És nativa de l'Àsia oriental tropical, en les regions montanyoses de l'Índia i Nepal. És la flor nacional de Cuba, on s'ha naturalitzat en els llocs humits de les serraníes. També s'ha tornat espontània a Brasil i en Hawaii.